# Flaga Kożuchowa
Flaga Kożuchowa – przedstawia prostokątny płat tkaniny, z trzema równymi poziomymi pasami, z których górny i dolny są koloru niebieskiego, zaś środkowy białego.
Flaga miasta została zatwierdzona uchwałą Nr IV/14/90 Rady Miasta i Gminy w Kożuchowie w dniu 30 lipca 1990 roku.